# Fangues

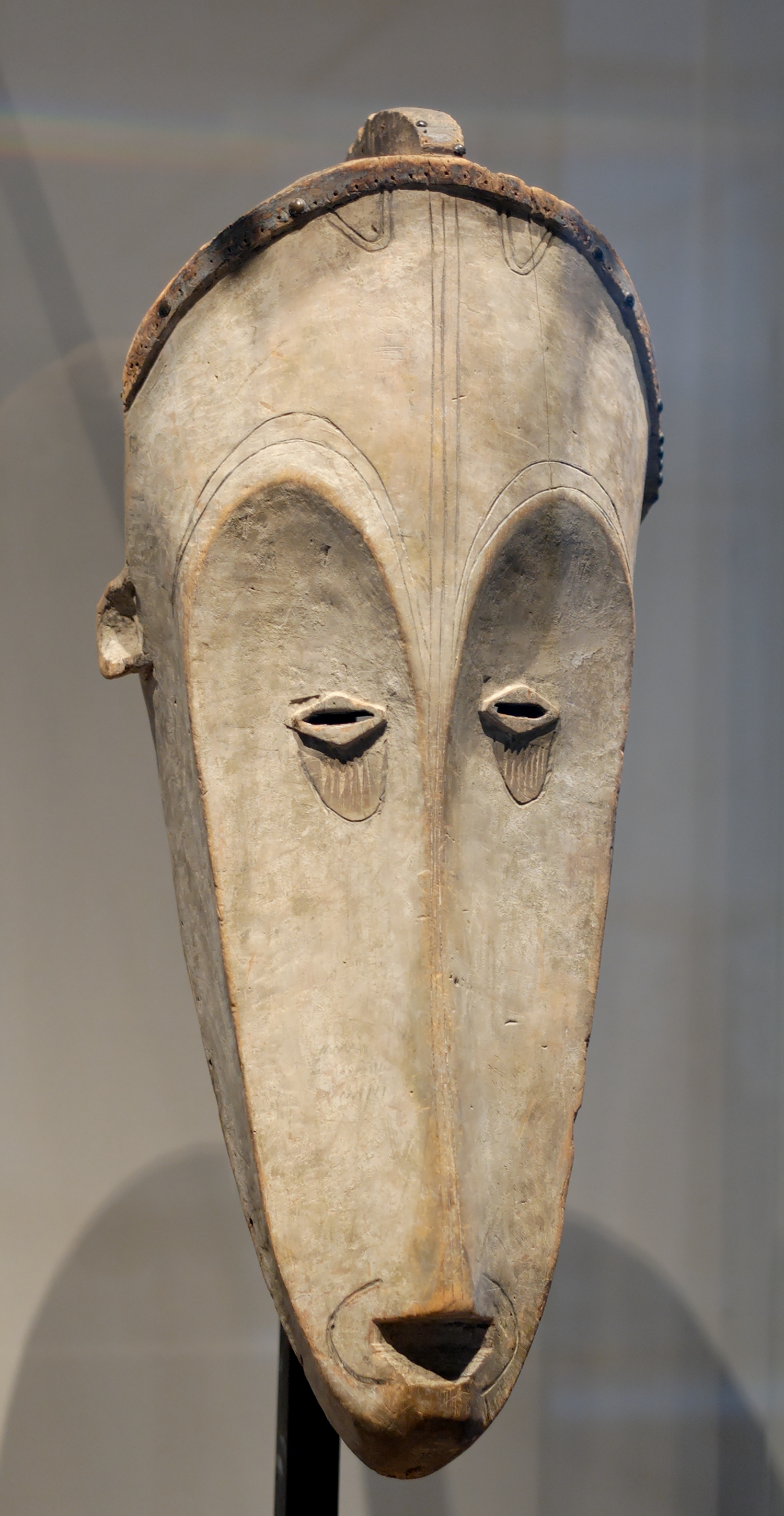
Uma máscara Fang no museu do Louvre

Os fangues são um grupo étnico bantu originário do interior da área continental da Guiné Equatorial, na região do rio Muni, encontrando-se também no Gabão e nos Camarões, e sendo atualmente o grupo étnico mais numeroso na Guiné Equatorial e um dos mais no Gabão.

## Historia
O povo Fang é um migrante relativamente recente na Guiné Equatorial, e muitos deles se mudaram do centro dos Camarões no século XIX.
Os primeiros etnólogos conjeturaram que fossem povos nilóticos da área do alto do rio Nilo, mas uma combinação de evidências o colocaram como sendo de origem bantu, que começaram a se mover por volta do século sétimo ou oitavo, possivelmente por causa das invasões do norte e das guerras de África Ocidental e África Subsaariana.
O povo Fang foi vítima do grande comércio de escravos transatlântico e transsaariano entre os séculos 16 e 19. Eles foram estereotipados como canibais por comerciantes de escravos e missionários, em parte porque crânios e ossos humanos foram encontrados abertos ou em caixas de madeira perto de suas aldeias, uma alegação usada para justificar a violência contra eles e sua escravidão.

## Língua
O povo Fang fala a língua Fang, também conhecida como Pahouin, Pamue ou Pangwe. A língua é uma língua bantu pertencente à família de línguas Níger-Congo.

## Sociedade
Os Fang têm uma estrutura social de parentesco patrilinear. As aldeias estão tradicionalmente ligadas por linhagem. Eles são exogâmicos, principalmente do lado paterno. A poligamia era aceita e a independência das aldeias entre si é notável. Eles são tradicionalmente agricultores e caçadores, mas se tornaram grandes produtores de cacau durante a era colonial. [3]
Sob o domínio colonial francês, eles se converteram ao cristianismo. No entanto, após a independência, seu interesse em sua própria religião, chamada Biere, também soletrada Byeri.
Outras etnias da Guiné Equatorial são: Bubis, Edowes, combes e Bisio.